# 브라질흑황단
브라질흑황단(Dalbergia nigra)은 바이아 로즈우드(Bahia rosewood), 브라질리언 로즈우드(Brazilian rosewood), 리오 로즈우드(Rio rosewood), 피아노우드(pianowood), 자카란다-다-바이아(jacarandá-da-baía), 자카란다-두-브라지우(jacarandá-do-brasil), 자카란다-우나(jacarandá-una), 그라우나(graúna),  오부이나(obuina), 카비우나(caviúna)라 불리며, 콩과 식물의 일종이다.

## 상세
브라질흑황단의 목질은 굉장히 단단하고 무거우며, 벽돌적색에서 흑색에 가까운 아주 진한 갈색까지의 갈색을 띄는 특징을 가진다. 물관(vein)이 짙은 색을 띄는 목재가 특히 높은 평가를 받는다. 공명이 뛰어나다는 것도 특징이다. 고르게 잘라낸 나무 조각을 두드리면 밝은 금속성 음색이 울려퍼진다. 브라질흑황단은 이러한 특성과 아름다움 덕택에 수백 년 동안 악기 제작가들에게 사랑받아 왔다.
브라질흑황단은 곤충에게 잘 갉아먹히지 않는다.
브라질흑황단과 유사한 많은 황단류가 있지만, 색깔과 레진으로 구별할 수 있다. 실질(en:parenchyma)이 더 작고 큰 물관이 없는 Machaerium 과도 헷갈릴 수 있다.
브라질흑황단의 생태와 번식에 대해서는 알려진 바가 거의 없다.

## 활용
훅황단의 목재는 수백 년 전에 유럽에, 차후에 세계 시장에 소개된 이후로 인기가 매우 높았다. 브라질흑황단은 고가 가구 시장에서 인기를 끌었는데, 18세기 후기에서 19세기 초기까지의 섭정시대(:en:Regency period), 덴마크 모던(Danish Modern) 스타일로 가구를 만드는 스칸디나비아의 제작가 따위가 있다. 브라질흑황단은 다양한 악기, 장식적인 wood-ware, 칼 손잡이, 목재회전성형(en:Woodturning)에도 쓰여왔다. 가구, 벽 패널, 피아노 케이스 등에 얇은 판으로 붙여 장식하는 용도로 많이 쓰인다. 쪽매붙임 공예가들한테도 인기 높다.
오래 자란 브라질흑황단은 클래식 기타, 어쿠스틱 기타 제작가들 사이에서 훌륭한 재료로 꼽히며, 주로 측후판에 사용하기에 참 좋다고 여겨진다. 후기 르네상스, 바로크 시대에서부터 악기 재료로 사용되어 왔으며, 루씨어들은 이를 류트의 늑골(rib)이나 기타 현악기의 다양한 부위에 사용했다. 바순, 플루트, 리코더 등의 목관악기에도 사용되었다.
역사적으로 브라질흑황단은 샤넬 No. 5(:en:Chanel No. 5) 등의 몇몇 잘 알려진 향수에 주요 성분으로 사용되어왔다. 이파리와 목재에서 로즈우드 오일을 추출할 수 있는데, 향수 제조의 핵심 성분으로 쓰인다.

## 분포와 서식지
브라질흑황단은 브라질에 고유하며, 바히아 내림(:en:Bahia interior forests) 생태지역에 토착한다.
브라질흑황단은 브라질 남동부 지방의 대서양림 생물군계에 고유하며, 바히아 남동부, 이스피리투산투주, 미나스제라이스주 리우데자네이루에서만 발견된다.
브라질흑황단이 번창하기 위해서는 토양이 비옥한, 습하고 축축한 삼림을 서식지로 삼아야 한다.

## 보전
브라질흑황단은 IUCN 적색 목록에 취약으로 등록되었다. 현재 남아있는 나무들의 번식률은 형편없는데, 아마도 얼마 남아있지 않은 열매를 맺는 나무들의 씨앗이 대부분 설치류한테 먹히기 때문인 것으로 보인다. 게다가 서식지 파괴 또한 심각한 위협이 되고 있는데, 서식지의 대부분이 농경지로 전환되어왔기 때문이다. 이렇게 다양한 위협에 시달리고 있기 때문에, 브라질흑황단은 1992년 1월 11일에 CITES의 부속서 I(최중요 보호대상)에 등재되었고, 거래는 제한된다. 특히 중국의 수요 폭증이 로즈우드 목재들의 CITES 등록에 큰 영향을 미쳤다.

## 사진

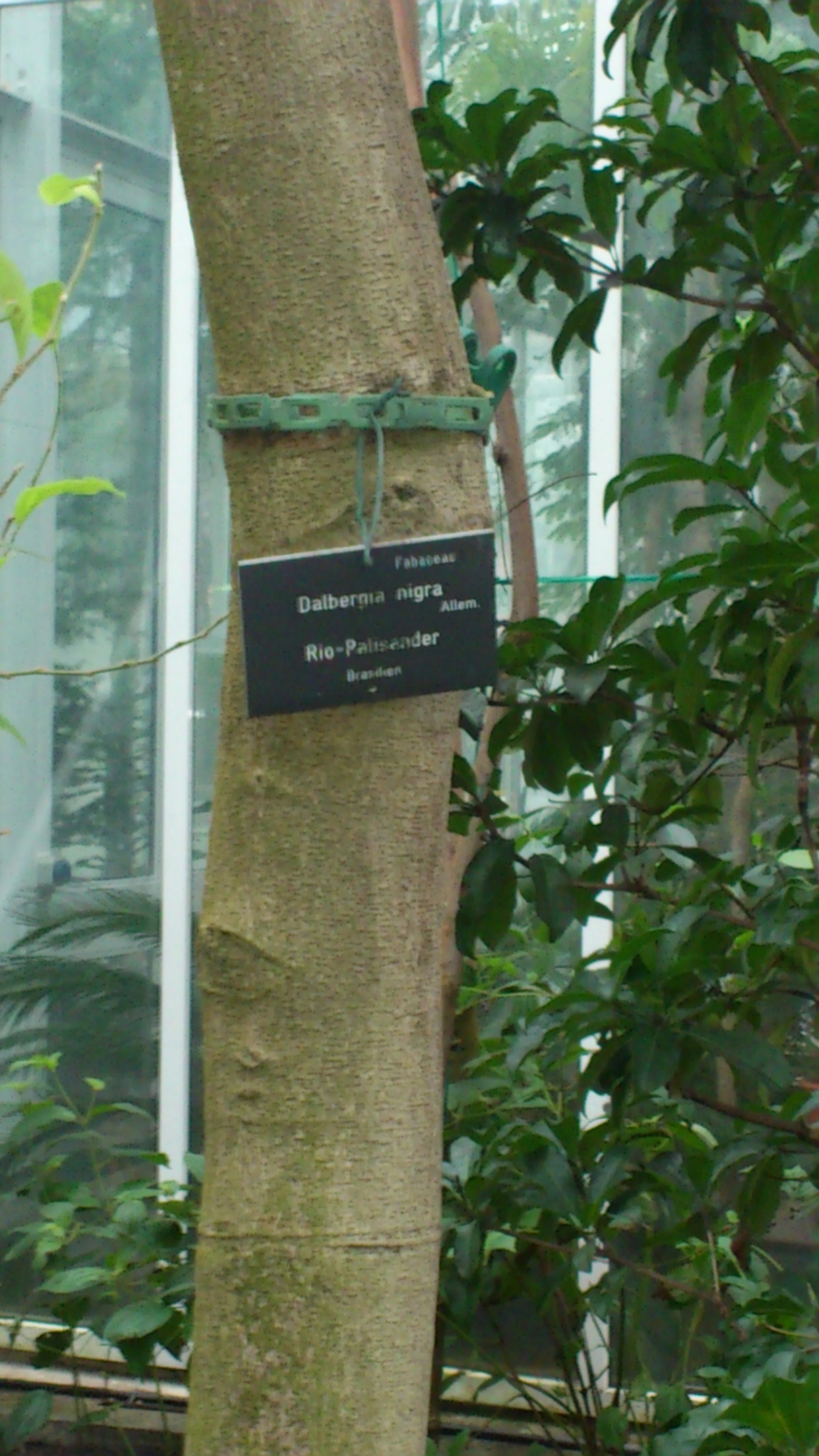
줄기
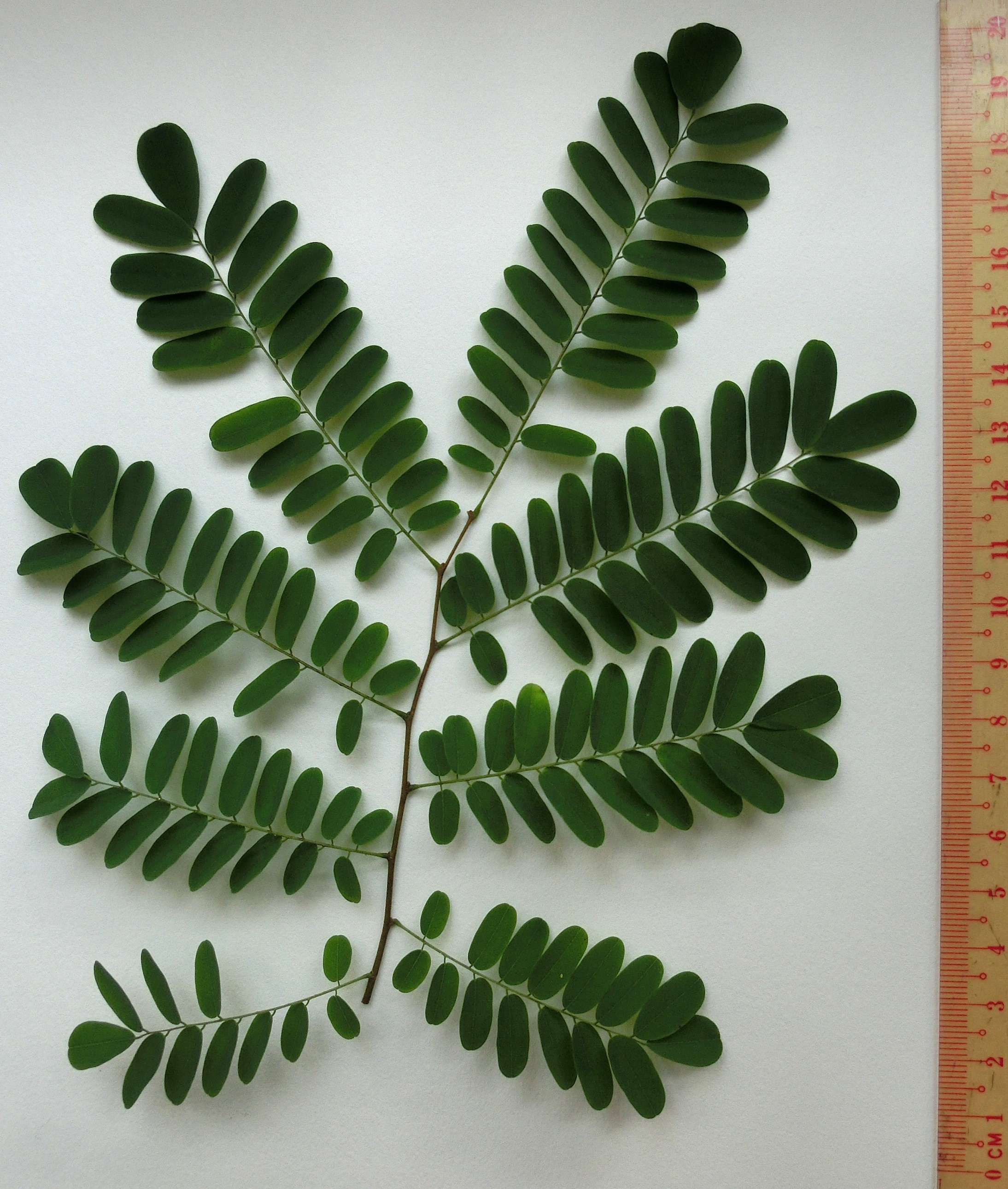
잎과 가지
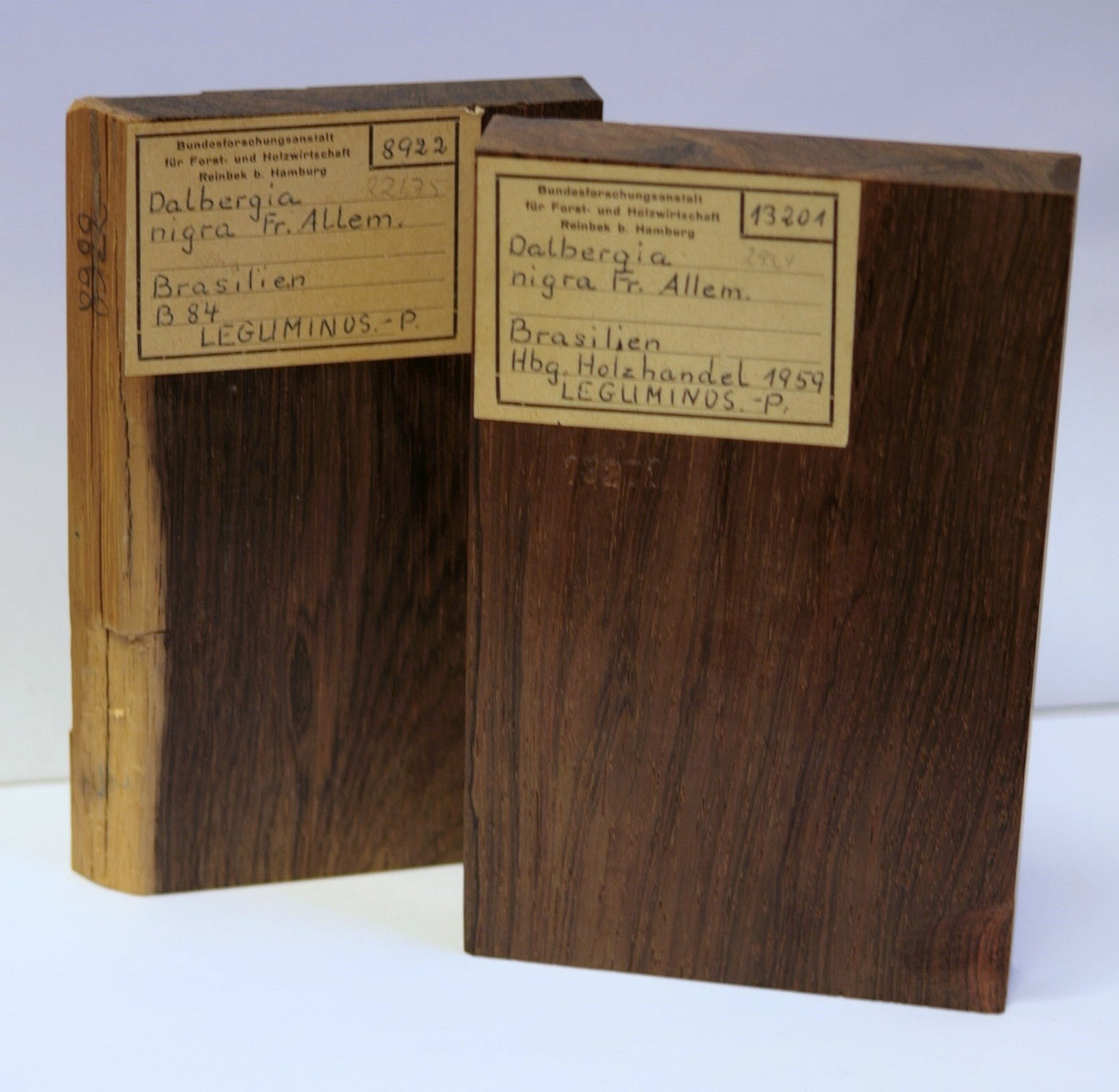
목재
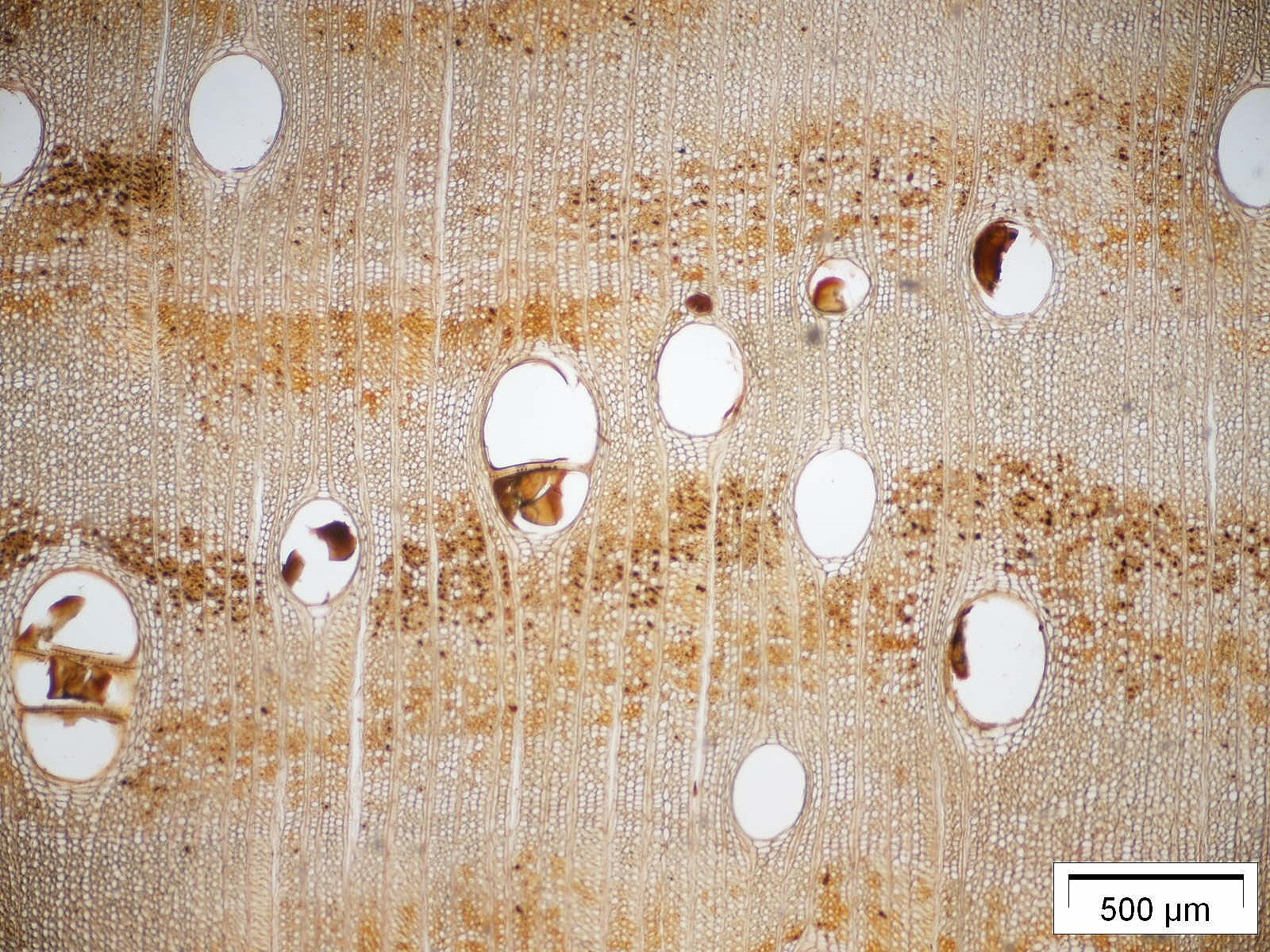
목재 미세구조의 종단면
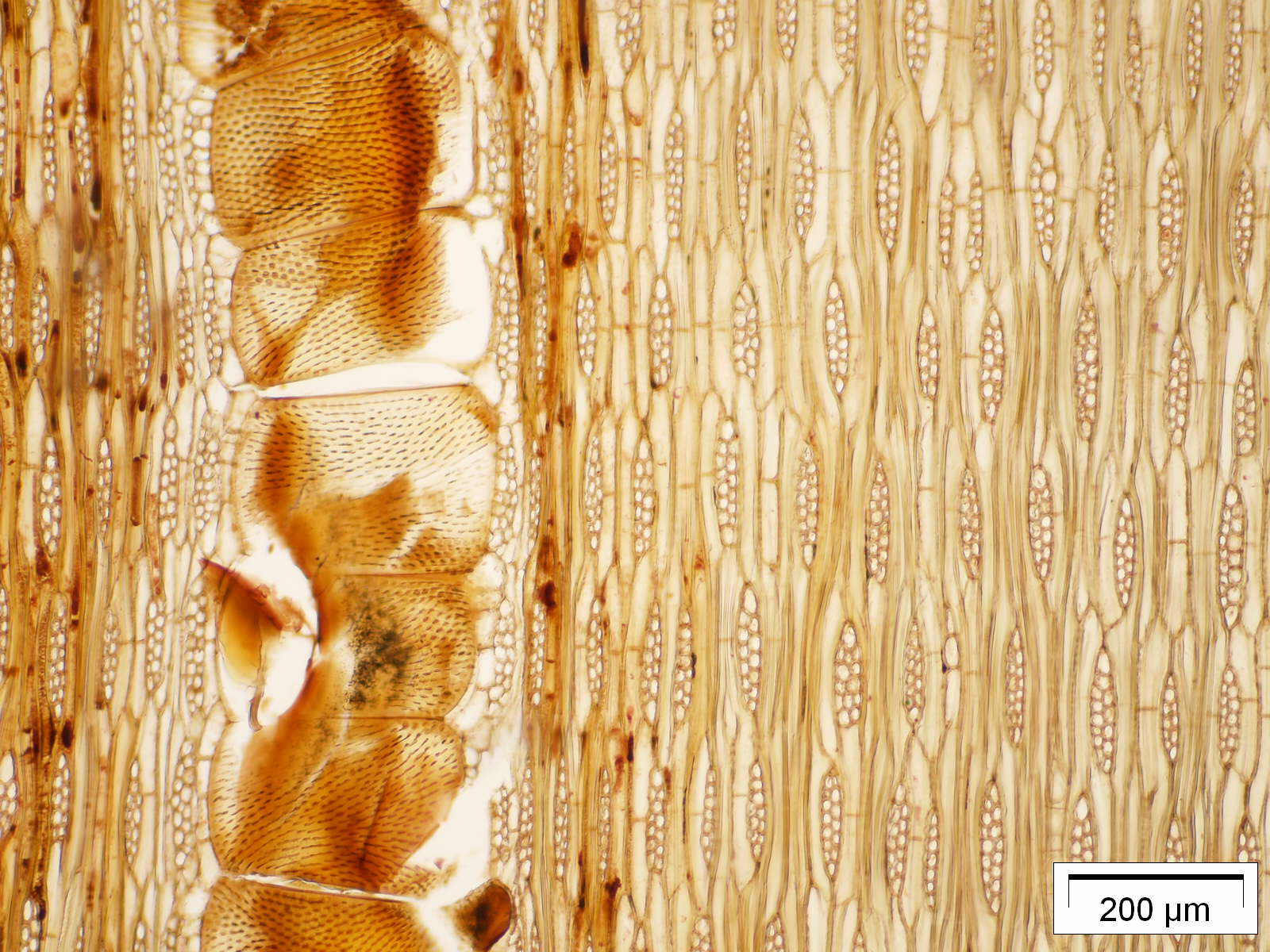
목재 미세구조의 횡단면
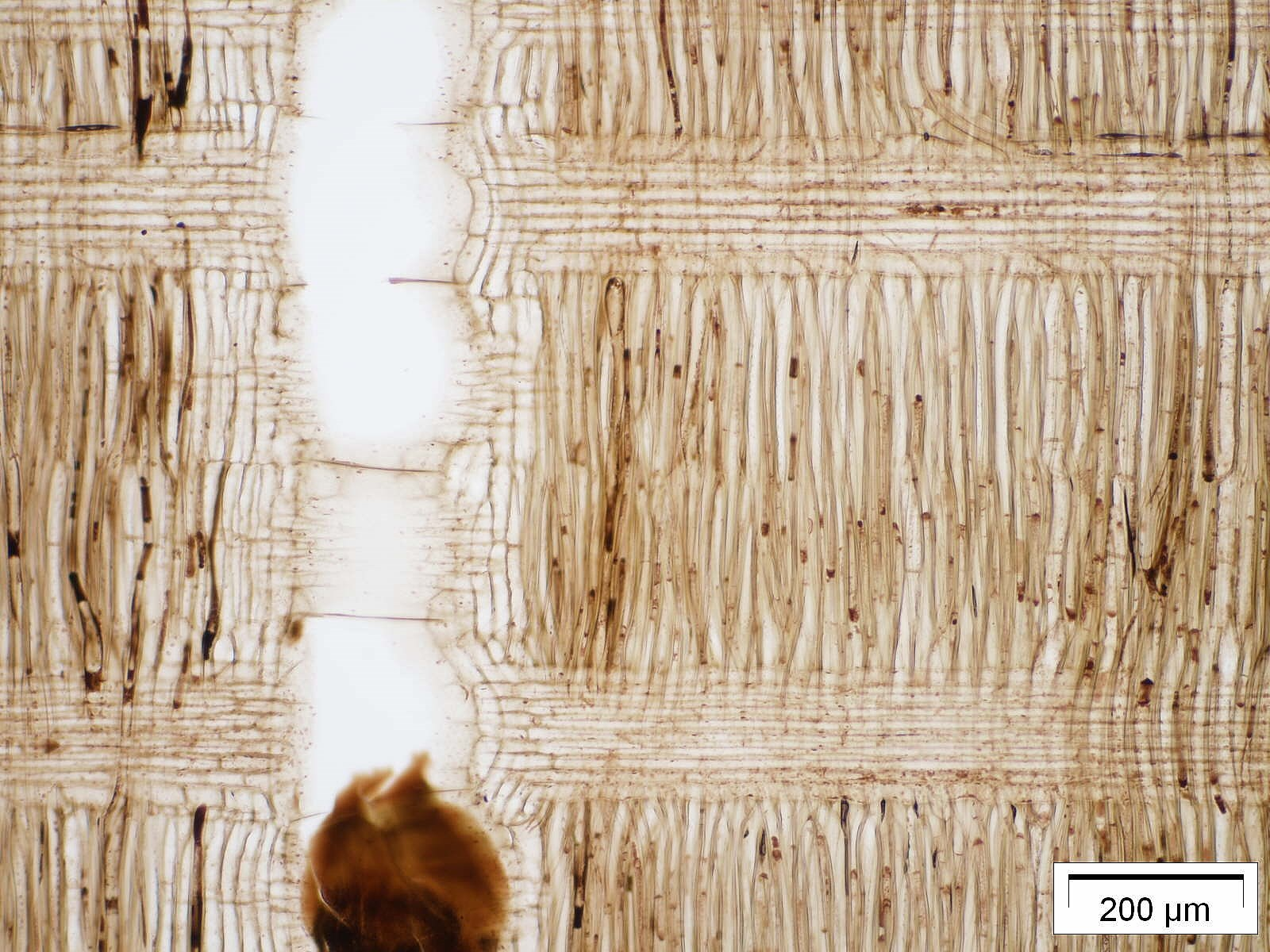
목재 미세구조의 방사단면
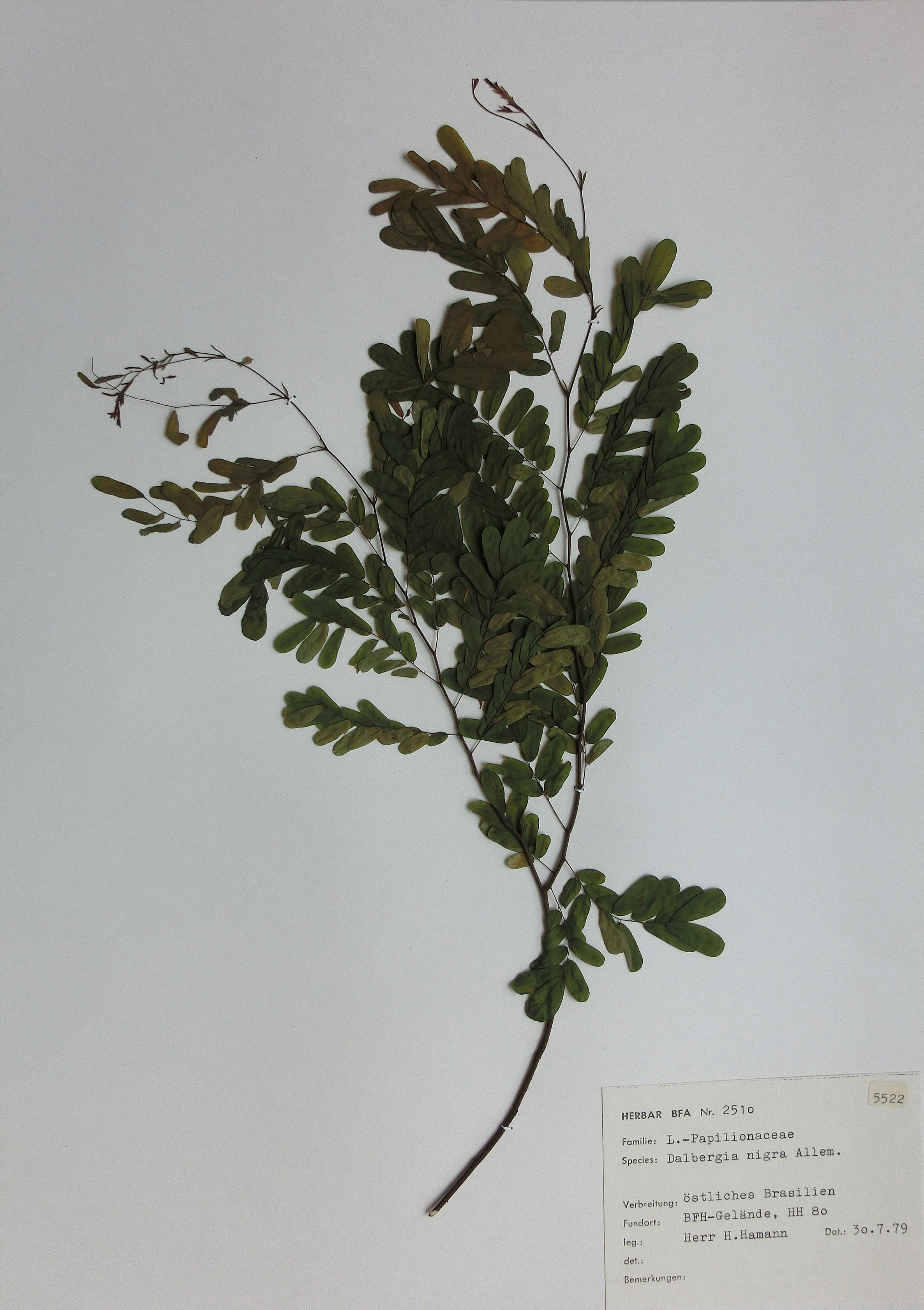
식물표본
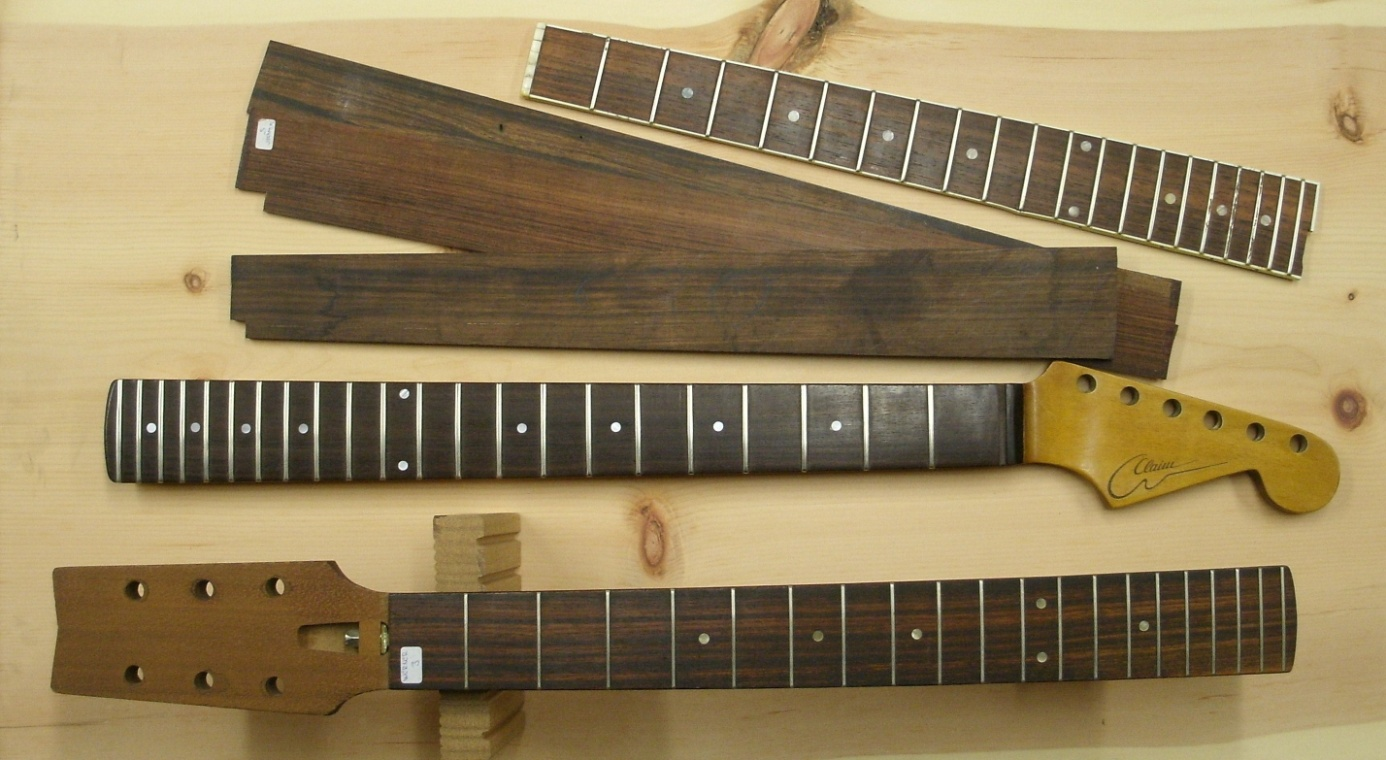
브라질흑황단으로 제작한 기타 지판 자재, 기타 지판